# 出版か死か
「出版か死か」（しゅっぱんかしか）あるいは「出版せよ、さもなくば滅びよ」（しゅっぱんせよ、さもなくばほろびよ）（英: Publish or perish）は、学術的キャリアにおいて、学術論文の継続的な出版が求められるという強い圧力を象徴する格言である。この傾向は特に研究大学において顕著であり、研究者に対する評価・昇進・テニュア獲得において、出版実績が主要な判断材料とされる。
このような出版圧力の存在は、再現性の危機の一因ともされており、一部の研究者は、質より量が重視される制度環境が、科学的妥当性や再現性の低下を招いていると指摘している。
学術論文の出版は、研究者およびその所属機関の可視性や評価に影響を及ぼし、研究資金の獲得やキャリアの進展に寄与する可能性がある。一方で、出版数が少ない研究者や、指導・教育活動（例えば学部生の指導など）など出版に直結しない活動に従事する研究者は、評価面で不利となることがあるとされる。
出版の重視が強まることは、低品質な論文の投稿増加や、査読システムへの負荷、さらには出版バイアスの助長などの問題を引き起こす要因ともなっている。
また、学術誌における論文の価値はしばしば、その雑誌のインパクトファクター（Impact Factor, IF）—過去2年間の平均引用回数—によって測定され、評価指標として広く使用されている。

## 学術的見解
「出版か死か」という表現に象徴される出版圧力は、学術研究における質と価値の低下を招く可能性があるとして、学術界内外から批判を受けている。研究者が重要性の高いテーマに長期的に取り組むのではなく、短期間で出版可能な成果に焦点を当てる傾向が助長されると指摘されている。
人文学者カミーユ・パリア（Camille Paglia）は、「出版か死か」の文化を「独裁」と表現し、「学術界は質よりも量に執着するようになった。…優れた論文1本が、平凡な書籍1冊よりも価値があるはずだ」と述べている。
このような出版への過度な焦点は、教育活動にも影響を及ぼしているとされる。特に、学部教育や大学院生の指導に割く時間が削減され、教育と研究のバランスが崩れる要因となっている。卓越した教育に対する報酬が、研究成果に対する評価と一致しないことも、この傾向を助長している。
また、出版圧力は科学的不正行為や、倫理的に疑問のある実践と関連する可能性があるとの指摘もある。研究の質そのものへの悪影響も懸念されており、ヒッグス粒子の存在を理論的に予言した物理学者ピーター・ヒッグスは、2013年の発言で次のように述べている：
「現在のこのような状況下で、1964年に私が成し遂げたような研究を行うための十分な静けさと集中力を得ることは、想像し難い……現在では学術職を得られないだろう。それだけの話だ。私は生産性が高いとみなされないだろう」。
さらに、「出版か死か」の文化は、性別による格差にも影響を与える可能性があるとされている。女性研究者は男性研究者よりも平均的に出版数が少なく、発表された論文が高インパクトファクター誌に掲載された場合であっても、引用数が男性よりも少ない傾向が報告されている。このような傾向は、女性のキャリア進展における障壁の一因と考えられている。
一部の研究大学では、出版圧力の負の側面を軽減しようとする試みもみられるが、管理者側は、研究成果を求める一定の圧力が若手研究者の成長にとって必要であるとする見解を示すことが多い。こうした環境においては、テニュア制度の廃止を求める意見は少数派にとどまっている。

## バリエーション
マサチューセッツ工科大学MITメディアラボのディレクターを務めたニコラス・ネグロポンテは、「デモか死か（Demo or die）」というモットーを提唱し、学術的出版よりも実際のプロトタイプやデモンストレーションを重視する研究方針を示した。
後にディレクターを務めたジョイ・イトウは、このモットーを「展開か死か（Deploy or die）」と改変し、技術の実装と現場での応用をより重視する姿勢を打ち出した。

## 大衆文化において
2024年、「Publish or Perish」というタイトルのカードゲームがKickstarterで公開され、28万ドル以上の資金を集めてクラウドファンディングに成功した。このゲームでは、プレイヤーが中程度の品質の論文を出版し、他のプレイヤーより多くの引用を獲得することを目指す内容となっており、学術界における出版文化を風刺的に扱っている。

## 起源と用法
「出版か死か（Publish or perish）」という表現が学術的文脈で初めて使用されたのは、1928年の雑誌記事であるとされている。この表現は、1932年に刊行された伝記『Archibald Cary Coolidge: Life and Letters』でも非学術的な文脈で使用されており、1938年には大学関連の出版物にも登場している。
ユージン・ガーフィールド（Eugene Garfield）によれば、このフレーズは1942年に出版されたローガン・ウィルソン（Logan Wilson）の著書『The Academic Man: A Study in the Sociology of a Profession』において、学術的な意味合いで体系的に使用されたとされる。一方で、この表現を最初に用いた人物としては、コロンビア大学の遺伝学者キンボール・C・アトウッド III（Kimball C. Atwood III）に帰属する説も存在する。